# Arfons
Arfons é uma comuna francesa na região administrativa de Occitânia, no departamento de Tarn. Estende-se por uma área de 40,71 km². Em 2010 a comuna tinha 171 habitantes (densidade: 4,2 hab./km²).